# Seszták Szidónia
Seszták Szidónia (1984. szeptember 10. –) magyar színésznő.

## Életpályája
2002 óta színészkedik aktívan. Szerepelt Csehov-, Gogol és Shakespeare-színdarabokban, fellépett a Táncszínházban, és a Nemzeti Kamara előadásaiban is. Filmben még nem szerepelt, de rendszeresen jár válogatásokra, és szereti a színházat, művészeteket, irodalmat, flamencót, és operát.

## Szerepei
2006-2007-ben az alábbi szerepekben játszott
- William Shakespeare: Rómeó és Júlia
- Foster, Brandon: A színezüst csehó
- Molière: Don Juan (Donna Elvira)

2008-tól az alábbi darabokban játszott a Nemzeti Kamarában és a Budapesti Utcaszínházban
- Lázár Ervin: Négyszögletű Kerekerdő (r: Usztics Mátyás)
- Polgár András: A pesti beteg
- Molnár Ferenc: Ibolya (Márkus kisasszony)
- La Ponte, Mozart: Don Giovanni (Donna Elvíra)
- Mátyás király juhásza: Kunigunda királylány
- Szigligeti Ede: Liliomfi (Erzsike)
- Molière: Dandin György, a megcsúfolt férj (Angyalka)